# Liga Asobal 2006-07
La Liga Asobal 2006-07 se desarrolló desde septiembre de 2006 hasta mayo de 2007 con un total de 16 equipos participantes, enfrentándose todos contra todos a doble vuelta. Los dos equipos ascendidos a la Liga Asobal fueron el BM Antequera y el Darien Logroño. El Teka Cantabria recuperó la categoría perdida al final de la temporada 06/07 debido al descenso administrativo del BM Altea producido por problemas económicos.
El defensor del título, el F.C. Barcelona, solo pudo finalizar en cuarto lugar, tras perder seis partidos en toda la liga y empatar dos. A pesar de quedar fuera de las plazas para la siguiente edición de la Liga de Campeones de la EHF fue invitado por la Federación Europea de Balonmano para disputarla. El quinto clasificado, el BM Valladolid ocupó su plaza en la Recopa de Europa, y el séptimo clasificado, el Fraikin BM Granollers, acompañó al CAI BM Aragón en la Copa EHF. El título fue conquistado por el BM Ciudad Real, que solo cedió una derrota y un empate en los treinta partidos que disputó.

## Clasificación final
| Pos | Equipo               | J  | G  | E | P  | GF  | GC  | Dif  | Pts |
| --- | -------------------- | -- | -- | - | -- | --- | --- | ---- | --- |
| 1   | BM Ciudad Real       | 30 | 28 | 1 | 1  | 988 | 797 | 191  | 57  |
| 2   | Portland San Antonio | 30 | 25 | 3 | 2  | 931 | 772 | 159  | 53  |
| 3   | Caja España Ademar   | 30 | 23 | 3 | 4  | 937 | 819 | 118  | 49  |
| 4   | F.C. Barcelona-Cifec | 30 | 22 | 2 | 6  | 966 | 845 | 121  | 46  |
| 5   | BM Valladolid        | 30 | 17 | 5 | 8  | 931 | 869 | 62   | 39  |
| 6   | CAI BM Aragón        | 30 | 17 | 0 | 13 | 907 | 891 | 16   | 34  |
| 7   | Fraikin Granollers   | 30 | 12 | 1 | 17 | 787 | 848 | -61  | 25  |
| 8   | JD Arrate            | 30 | 11 | 1 | 18 | 837 | 855 | -18  | 23  |
| 9   | BM Torrevieja        | 30 | 8  | 6 | 16 | 778 | 840 | -62  | 22  |
| 10  | Algeciras BM         | 30 | 8  | 5 | 17 | 798 | 891 | -93  | 21  |
| 11  | Keymare Almería      | 30 | 8  | 4 | 18 | 842 | 876 | -34  | 20  |
| 12  | BM Antequera         | 30 | 9  | 2 | 19 | 807 | 860 | -53  | 20  |
| 13  | BM Altea             | 30 | 8  | 4 | 18 | 813 | 857 | -44  | 20  |
| 14  | Darien Logroño       | 30 | 7  | 4 | 19 | 781 | 865 | -84  | 18  |
| 15  | Teka Cantabria       | 30 | 7  | 3 | 20 | 822 | 923 | -101 | 17  |
| 16  | Bidasoa Irún         | 30 | 7  | 2 | 21 | 770 | 887 | -117 | 16  |

|  | Campeón, Copa de Europa |
|  | Copa de Europa          |
|  | Recopa de Europa        |
|  | Copa EHF                |
|  | Descienden              |

J = Partidos Jugados; G = Partidos Ganados; E = Partidos empatados; P = Partidos perdidos; GF = Goles anotados; GC = Goles recibidos; Dif = Diferencia; Pts = Puntos

## Estadísticas

### Siete ideal
Siete ideal escogido por los usuarios de la página web de la Liga Asobal.
| Posición          | Jugador            | Equipo               |
| ----------------- | ------------------ | -------------------- |
| Portero           | Arpad Šterbik      | BM Ciudad Real       |
| Extremo izquierdo | Juanín García      | F.C. Barcelona       |
| Lateral izquierdo | Alberto Entrerríos | BM Ciudad Real       |
| Central           | Ivano Balić        | Portland San Antonio |
| Lateral derecho   | Olafur Stefansson  | BM Ciudad Real       |
| Extremo derecho   | Albert Rocas       | Portland San Antonio |
| Pivote            | Rolando Uríos      | BM Ciudad Real       |

- Mejor entrenador
  -  Juan Carlos Pastor, BM Valladolid, 41,0%

### Máximos goleadores
| Jugador         | Goles | Equipo               |
| --------------- | ----- | -------------------- |
| Davor Čutura    | 221   | JD Arrate            |
| Eduardo Coelho  | 200   | Algeciras BM         |
| Håvard Tvedten  | 192   | CB Ciudad de Logroño |
| Alen Muratović  | 189   | BM Valladolid        |
| Eric Gull       | 181   | BM Valladolid        |
| Iker Romero     | 172   | F.C. Barcelona-Cifec |
| Juanín García   | 161   | F.C. Barcelona-Cifec |
| Renato Vugrinec | 153   | Portland San Antonio |

### Mejores porteros
| Jugador                 | Paradas | Disparos | Equipo               |
| ----------------------- | ------- | -------- | -------------------- |
| Iñaki Malumbres         | 315     | 1009     | JD Arrate            |
| Jorge Martínez          | 310     | 992      | CB Cantabria         |
| Danijel Šarić           | 303     | 826      | CB Ademar León       |
| Vicente Álamo           | 286     | 881      | BM Granollers        |
| Diego Moyano            | 275     | 828      | CB Torrevieja        |
| Ole Erevik              | 251     | 830      | CD Bidasoa           |
| José Manuel Sierra      | 247     | 827      | CB Valladolid        |
| Kasper Hvdit            | 223     | 648      | Portland San Antonio |
| Kostantinos Tsilimparis | 223     | 693      | Algeciras BM         |
| Arpad Šterbik           | 222     | 610      | BM Ciudad Real       |
| José Javier Hombrados   | 218     | 595      | BM Ciudad Real       |